# Панчатантра
П'ять розділів збірки були написані санскритом десь між 100 р.до н.е. та 500 р. н.е. Початковий санскритський текст давно втрачений.Однак, ймовірно, казки ще набагато раніше передавалися з уст в уста й розповідалися казкарями та оповідачами.

## Автор
Традиційно, написання «Панчатантри» приписують або філологу Бідпаі, або ж брахману на ймення Вішнушарман. Слово «бідпаі» ймовірно походить з санскриту і означає «розумний чоловік» або «вчений», в той час як Вішнушарман, який згадується у «Панчатантрі» , можливо, цілком вигаданий.

## Історія
Фольклорний характер сюжетів, простота і цікавість форми забезпечили «Панчатантрі» значне поширення. Перший відомий науці переклад був виконаний близько 570 року в Ірані за указом (Держава Сасанідів|сасанідського) царя Хосрова I, але до наших днів не зберігся.

## Структура
Збірка була укладена як повчальні твори, щоб навчити людей розумній поведінці та настановити їх у мудрості.«Панчатантра» дотепер використовується батьками в Індії як орієнтир, за яким вони намагаються прищепити належні культурні цінності у своїх дітях.

«Панчатантра» - це настанова трьом дурним принцам у тому, як бути королем. П'ять розділів містять поради щодо того, як правити, обирати друзів та міністрів та, як слід поводитись королю.

Кожен з тантр (розділів) має окрему тему:
- Втрата дружби - розповідається про те, як підступи заздрісних ворогів руйнують дружбу;
- Придбання друзів - розповідається про те, як спільні інтереси зміцнюють дружбу;
- Про війну ворон і сов - розповідається про те, як воюють;
- Втрата набутого - розповідається про втрату статків;
- Несподівані діяння - розповідається про вчинки, що з них нема нічого доброго.[2]

## Вплив збірки
Панчатантра перекладалася різними мовами світу, починаючи з перської та арабської, багато казок отримали незалежне існування в фольклорі інших країн.
В Україні перші відомості про «Панчатантру» подав Василь Маслович у виданні «Про байку та байкарів різних народів» (Харків, 1816).
Сюжетами «Панчатантри» користувалися Леонід Глібов, Іван Франко, Валерій Шевчук та ін. У перекладі, здійсненому І. Серебряковим та Тамарою Іваненко, «Панчатантра» з'явилася у 1989 («Панчатантра», «Шукасаптаті»).

## Українські переклади
- Панчатантра. Шукасаптаті. К.: Дніпро, 1988. 384 с. С.: 11-269.
- Панчатантра. Мудрість царів Сходу. (вільний переклад) Олександр Образцов та Ганна Вайт.  - Київ. 2020 р. 411 с.